# Luboch
Luboch (polska Kamiennik) är ett berg på gränsen mellan norra Tjeckien och sydvästra Polen. Det ligger i regionen Liberec respektive Nedre Schlesiens vojvodskap. Toppen på Luboch är 1 296 meter över havet. Luboch ingår i Zlaté návrší.